# Pyrosulfat
Pyrosulfater är salter och estrar av pyrosvavelsyra. Pyrosulfatjonen (S2O72– ) har samma struktur som dikromatjonen och består av två sulfatjoner som delar en syreatom. Svavlet har oxidationstillstånd +6 och hela jonen har laddningen -2.